# Джоел Брюйер
Джоел Брюйер (на английски: Joel Bruyere) (роден на 2 февруари 1978 г.) е американски музикант – басист на Thousand Foot Krutch.

## Биография
През 1998 г. започва кариерата си в Thousand Foot Krutch като басист. Първият му албум с TFK „That's What People Do“ е издаден през 1998 г. от Tooth & Nail Records.